# Carira
Carira este un oraș în Sergipe (SE), Brazilia.